# Distretto di Lalmonirhat
Il distretto di Lalmonirhat è un distretto del Bangladesh situato nella divisione di Rangpur. Si estende su una superficie di 1247,37 km² e conta una popolazione di 1.256.099 abitanti (censimento 2011).

## Suddivisioni amministrative
Il distretto si suddivide nei seguenti sottodistretti (upazila):
- Patgram
- Hatibandha
- Aditmari
- Kaliganj
- Lalmonirhat Sadar